# ريان سيمان
ريان سيمان (بالإنجليزية: Ryan Seaman)‏ موسيقي أمريكي ولد يوم 23 سبتمبر 1983، وهو معروف بكونه عازف طبول سابق في فرقة Falling In Reverse. هو أيضا عازف طبول ومغن خلفي لثنائي الروك آي دونت نو هاو بات ذي فاوند مي.

## المسار المهني

### البدايات (2002–2011)
سنة 2002 حصل سيمان على أول فرصة ليعزف في جولة «فانز رابد تور»، فعزف على الطبول لفرقة «ذي آيلاينرز» الموقعة مع شركة «لوكاوت ريكوردز».
سنة 2005 انضم سيمان إلى فرقة البوست هاردكور «أيام غوست»، وساهم في تسجيل بعض الأغاني لألبوم الفرقة الأول «لوفرز ريكوايم» الذي صدر سنة 2006. في أبريل 2009 انضم لفرقة البوب روك «ذا بيغر لايتس»، وساهم في ألبومين وأسطوانة مطولة، وترك الفرقة في ماي 2011. عزف على الطبول أيضا مع فنانين مثل «ذا بروبيكس»، «ماي فيفريت هايوي»، و «إيدن».

### فولين إن ريفرس (2011–2017)
في نهاية ماي 2011 انضم سيمان رسمي إلى فرقة البوست-هاردكور «فولين إن ريفرس»، فحل مكان سكوت جي. أصدرت الفرقة أول ألبوم لها «ذا دراغ إن مي إز يو» يوم 26 يوليوز. عزف سيمان في ألبوم الاستوديو الثاني للفرقة «فاشانبلي ليت» الذي صدر يوم 18 يونيو 2013. أصدرت الفرقة ثالث ألبوم استوديو لها «جاست لايك يو» يوم 24 فبراير 2015.
بعد الألبوم الرابع والأحدث للفرقة مع سيمان تحت اسم «كومين هوم» انتشرت إشاعات على أن ريان غادر الفرقة. وتم تأكيد ذلك بعد أن أدت الفرقة عرضا يوم 8 ماي دون سيمان فقد أصبح كامرادا الآن عازف الطبول للفرقة.

### آيكون فور هاير (2017–2018)
قبل مغادرته ل«فولين إن ريفرس» أعلن سيمان يوم 6 أبريل 2017 أنه سيعزف على الطبول
لفرقة الروك «آيكون فور هاير» ابتداء من يوم 3 ماي 2017.

### آي دونت نو هاو بات ذي فاوند مي (2016–الحاضر)
عزف سيمان الطبول في عدة مجهودات شخصية لدالون ويكس، مما أدى لطلب ويكس منه أن يشكل ثنائيا معه. بدأ سيمان وويكس يؤديان عروضا صغيرة سرا في أواخر 2016. ظهرا أول مرة في حدث الذكرى الثانية ل«إيمو نايت لوس أنجلوس» يوم 6 دجنبر 2016. بعد العرض كتبت عدة مصادر حول «مشروع جانبي جديد» يشارك فيه سيمان وويكس واكدت اسم الفرقة. حتى عند مواجهتهم بصور وفيديوهات أخدت أثناء العروض، أنكر الثنائي المشروع لعدة أشهر، وذلك لأنهما لم يريدا ان تعلم الفرق المعروفة التي عملا معها بمشروعهما.

### مشاريع أخرى
في نونبر 2014 شارك سيمان بأغنية دالون ويكس الخاصة بعيد الميلاد «عطل حلوة بشكل ممرض». ساهم سيمان أيضا بأغنية عيد الميلاد المنفردة الثانية لويكس باسم «أرجوك لا تقفز (إنه عيد الميلاد)» والذي صدر في نونبر 2016.

## ديسكوغرافيا
مع «آي آم غوست» (I Am Ghost)
- (Lovers' Requiem (2006 – من الأغنية الثانية إلى الأغنية الثانية عشر

مع «ذا بيغر لايتس» (The Bigger Lights)
- (The Bigger Lights (2010
- (Battle Hymn (2011

مع «دالون ويكس» (Dallon Weekes)
- (Sickly Sweet Holidays (2014
- (Please Don't Jump (It's Christmas) (2016

مع «فولينغ إن ريفرس» (Falling in Reverse)
- (The Drug in Me Is You (2011; ذكر مع الأعضاء المساهمين دون أن يساهم
- (Fashionably Late (2013
- (Just Like You (2015
- (Coming Home (2017
- (Jump (It's Christmas) (2016

مع «آي دونت نو هاو بات ذي فاوند مي» (I Don't Know How But They Found Me)

- (Modern Day Cain (2017
- (Choke (2017
- (Nobody Likes The Opening Band (2018
- (Do It All The Time (2018
- (2018) 1981

## روابط خارجية
- ريان سيمان على موقع ميوزك برينز (الإنجليزية)
- ريان سيمان على موقع ديسكوغز (الإنجليزية)